# MYH2
MYH2‏ (Myosin heavy chain 2) هوَ بروتين يُشَفر بواسطة جين MYH2 في الإنسان.